# Park Anny Politkovské
Park Anny Politkovské v Karlových Varech se nachází v centru města mezi ulicí Krále Jiřího a Poštovními schody. Byl nazván na počest ruské aktivistky Anny Politkovské.

## Popis a poloha
Park leží při ulici Krále Jiřího vedoucí z centra města do karlovarské čtvrti Westend. Nese jméno Anny Stěpanovny Politkovské (1958–2006), ruské novinářky, spisovatelky a politické aktivistky s ukrajinskými kořeny.
O údržbu parku se stará příspěvková organizace Správa lázeňských parků.

## Sochařská výzdoba
Na ploše se nachází plastika a dvě pamětní desky:
- Socha Nový život – vznikla v letech 1974–1976, je dílem manželů, akademických sochařů Antonína Kuchaře a sochařky a keramičky Erny Gizely Kuchařové.
- Pamětní deska Anny Politkovské nese nápis:

ANNA POLITKOVSKÁ
30. srpen 1958 – 7. říjen 2006
PAMÁTCE RUSKÉ NOVINÁŘKY
ZAVRAŽDĚNÉ ZA ODHALOVÁNÍ PRAVDY.
MNOHO SIL TĚM,
KDO DÁL NESOU JEJÍ ODKAZ.

- Pamětní deska novinářky a publicistky Anny Fidlerové, významné osobnosti karlovarského regionu,[3] nese nápis:

ANNA FIDLEROVÁ
NOVINÁŘKA
„NEBERTE SAMI SEBE PŘÍLIŠ VÁŽNĚ, BUĎTE NAD VĚCÍ“
11. 11. 1919 HOSPOZÍN – 14. 3. 2016 KARLOVY VARY